# Liste des ministres haïtiens de l'Éducation
Cet article liste les ministres de l'Éducation nationale d'Haïti actuel

## Présentation
Le ministère de l'Éducation nationale d'Haïti fut établi en 1843 sous la dénomination de département de l'Instruction publique. En 1945, le ministère est renommé Éducation nationale. Aujourd'hui son titre officiel est Éducation nationale et Formation professionnelle,,.

## Liste
Violoune Fabrice 10 octubre 1989 
1844-2024 revue par  Maître God My Love Bourdeau
| Début              | Fin                | Ministre                                  |
| ------------------ | ------------------ | ----------------------------------------- |
| 4 avril 1843       | 7 janvier 1844     | Jean-Auguste Voltaire                     |
| 7 janvier 1844     | 18 février 1845    | Honoré Féry                               |
| 18 février 1845    | 2 mars 1846        | Beaubrun Ardouin                          |
| 2 mars 1846        | 27 juillet 1847    | Alphonse Larochel                         |
| 27 juillet 1847    | 30 septembre 1847  | Joseph François                           |
| 30 septembre 1847  | 9 avril 1848       | Damien Delva                              |
| 9 avril 1848       | 14 février 1851    | Jean-Baptiste Francisque, duc de Limbé    |
| 14 février 1851    | 15 janvier 1859    | Lysius Salomon, duc de Saint-Louis-du-Sud |
| 17 janvier 1859    | 9 février 1860     | André Jean-Simon                          |
| 9 février 1860     | 10 août 1861       | Elie Dubois                               |
| 10 août 1961       | 8 juillet 1862     | Valmé Lizaire                             |
| 8 juillet 1862     | 2 avril 1866       | Jean-Baptiste Damier                      |
| 2 avril 1866       | 7 mars 1867        | Thomas Madiou                             |
| 7 mars 1867        | 13 mars 1867       | Septimus Rameau                           |
| 8 mai 1867         | 21 juillet 1867    | Ultimo Lafontant                          |
| 21 juillet 1867    | 10 février 1868    | Demesvar Delorme                          |
| 10 février 1868    | 20 mai 1868        | Numa Rigaud                               |
| 20 mai 1868        | 3 août 1868        | Alexandre Florent                         |
| 3 août 1868        | 19 février 1869    | Hilaire Jean-Pierre                       |
| 19 février 1869    | 6 septembre 1869   | Charles Archin                            |
| 6 septembre 1869   | 29 décembre 1869   | Dasny Labonté                             |
| 29 décembre 1869   | 23 mars 1870       | Septimus Rameau (2e fois)                 |
| 23 mars 1870       | 7 mai 1870         | Saint-Ilmond Blot                         |
| 7 mai 1870         | 27 avril 1871      | Benomy Lallemand                          |
| 27 avril 1871      | 29 juin 1871       | Thomas Madiou (2e fois)                   |
| 29 juin 1871       | 2 janvier 1872     | Désilus Lamour                            |
| 2 janvier 1872     | 15 juin 1874       | Octavius Rameau                           |
| 15 juin 1874       | 15 avril 1876      | Thomas Madiou (3e fois)                   |
| 24 avril 1876      | 20 juillet 1876    | Thimogène Lafontant                       |
| 20 juillet 1876    | 25 novembre 1876   | Sauveur Faubert                           |
| 25 novembre 1876   | 23 août 1877       | Armand Thoby                              |
| 23 août 1877       | 17 juillet 1878    | Dalbémar Jean-Joseph                      |
| 17 juillet 1878    | 17 août 1879       | Charles Archin (2e fois)                  |
| 1er septembre 1879 | 3 octobre 1879     | Adelson Douyon                            |
| 3 octobre 1879     | 3 novembre 1879    | Numa Rigaud (2e fois)                     |
| 3 novembre 1879    | 23 janvier 1880    | Thimogène Lafontant (2e fois)             |
| 23 janvier 1880    | 26 août 1881       | Charles Archin (3e fois)                  |
| 26 août 1881       | 31 décembre 1881   | François Denys Légitime (a. i.)           |
| 31 décembre 1881   | 28 avril 1884      | François Manigat                          |
| 28 avril 1884      | septembre 1884     | Brenor Prophète (a. i.)                   |
| septembre 1884     | 15 mai 1887        | François Manigat                          |
| 15 mai 1887        | 10 août 1888       | Hugon Lechaud                             |
| 1er septembre 1888 | 1888               | Etienne Erystale Claude                   |
| 19 décembre 1888   | 25 avril 1889      | Roche Grellier                            |
| 25 avril 1889      | 31 mai 1889        | Solon Ménos                               |
| 31 mai 1889        | 20 juin 1889       | Alix Rossignol                            |
| 20 juin 1889       | 29 octobre 1889    | Néré Numa                                 |
| 29 octobre 1889    | 19 août 1891       | Dantès Rameau                             |
| 19 août 1891       | 19 août 1892       | MacDonald Apollon                         |
| 19 août 1892       | 7 octobre 1892     | Edmond Lespinasse (a. i.)                 |
| 7 octobre 1892     | 27 décembre 1894   | MacDonald Apollon (2e fois)               |
| 27 décembre 1894   | 6 avril 1896       | Thimoclès Labidou                         |
| 6 avril 1896       | 15 décembre 1897   | Jean-Joseph Chancy                        |
| 13 décembre 1897   | 17 août 1899       | Carméleau Antoine                         |
| 17 août 1899       | 9 novembre 1900    | Luxembourg Cauvin                         |
| 9 novembre 1900    | 12 mai 1902        | Gédéus Gédéon                             |
| 20 mai 1902        | 22 décembre 1902   | Cadet Jérémie                             |
| 22 décembre 1902   | 4 avril 1903       | Utimo Saint-Amand                         |
| 4 avril 1903       | 30 juin 1903       | Auguste Bonamy                            |
| 30 juin 1903       | 21 mai 1906        | Murville Férère                           |
| 21 mai 1906        | 6 décembre 1908    | Thrasybule Laleau                         |
| 8 décembre 1908    | 19 décembre 1908   | J. J. F. Magny                            |
| 19 décembre 1908   | 15 février 1910    | Murat Claude                              |
| 15 février 1910    | 20 juillet 1911    | Pétion Pierre-André                       |
| 20 juillet 1911    | 4 août 1911        | Cadet Jérémie                             |
| 4 août 1911        | 16 août 1911       | John Laroche                              |
| 16 août 1911       | 1913               | Tertulien Guilbaud                        |
| 1913               | 8 février 1814     | Etienne Mathon                            |
| 8 février 1814     | 11 novembre 1914   | Gaston Dalencour                          |
| 11 novembre 1911   | 27 février 1915    | Charles Annoual                           |
| 27 février 1915    | 27 juillet 1915    | Tertulien Guilbaud (2e fois)              |
| 14 août 1915       | 9 septembre 1915   | Horace Pauléus Sannon                     |
| 9 septembre 1915   | 20 mai 1916        | Louis Borno                               |
| 20 mai 1916        | 17 avril 1917      | Arthur François                           |
| 17 avril 1917      | 26 juin 1917       | Périclès Tessier                          |
| 26 juin 1917       | 20 juin 1918       | Auguste Scott                             |
| 20 juin 1918       | 25 janvier 1921    | Dantès Louis Bellegarde                   |
| 25 janvier 1921    | 25 avril 1921      | Frédéric Doret                            |
| 25 avril 1921      | 15 mai 1922        | Fernand Hibbert                           |
| 15 mai 1922        | 9 novembre 1922    | Louis Augustin Guillaume                  |
| 9 novembre 1922    | 25 mars 1924       | Charles Bouchereau                        |
| 25 mars 1924       | 20 octobre 1924    | Auguste Magloire                          |
| 20 octobre 1924    | 22 octobre 1924    | Delabarre Pierre-Louis (a. i.)            |
| 22 octobre 1924    | 21 août 1925       | Hermann Héraux                            |
| 21 août 1925       | 15 novembre 1926   | Hénec Dorsinville                         |
| 15 novembre 1926   | 31 mai 1928        | Auguste Scott (2e fois)                   |
| 31 mai 1928        | 25 novembre 1929   | Charles Bouchereau (2e fois)              |
| 25 novembre 1929   | 27 janvier 1930    | Hannibal Price                            |
| 27 janvier 1930    | 22 avril 1930      | Elie Lescot                               |
| 22 avril 1930      | 15 mai 1930        | Louis Edouard Rousseau                    |
| 15 mai 1930        | 19 août 1930       | Damoclès Vieux                            |
| 19 août 1930       | 22 novembre 1930   | Darthon Latortue                          |
| 22 novembre 1930   | 18 mai 1931        | Antoine V. Carré                          |
| 18 mai 1931        | 17 mai 1932        | Alexandre Etienne                         |
| 17 mai 1932        | 20 septembre 1933  | Paul Salomon                              |
| 20 septembre 1933  | 24 décembre 1934   | Juvigny Vaugues                           |
| 24 décembre 1934   | 17 août 1935       | Léon Liautaud                             |
| 17 août 1935       | 10 octobre 1936    | Edmé Manigat                              |
| 10 octobre 1936    | 29 novembre 1937   | Auguste Turnier                           |
| 29 novembre 1937   | 5 janvier 1940     | Dumarsais Estimé                          |
| 5 janvier 1940     | 10 octobre 1940    | Luc Fouché                                |
| 10 octobre 1940    | 18 janvier 1941    | Joseph D. Charles                         |
| 18 janvier 1941    | 15 mai 1941        | Edward Volel                              |
| 15 mai 1941        | 30 octobre 1945    | Maurice Dartigue                          |
| 30 octobre 1945    | 11 janvier 1946    | André Liautaud                            |
| 12 janvier 1946    | 16 août 1946       | Benoit Alexandre                          |
| 19 août 1946       | 26 octobre 1946    | Daniel Fignolé                            |
| 26 octobre 1946    | 10 avril 1947      | Jean Price Mars                           |
| 10 avril 1947      | 8 décembre 1947    | Emile Saint-Lot                           |
| 8 décembre 1947    | 26 novembre 1948   | Maurice Laraque                           |
| 26 novembre 1948   | 14 décembre 1949   | Antonio Vieux                             |
| 14 décembre 1949   | 6 mai 1950         | Raymond Doret                             |
| 6 mai 1950         | 10 mai 1950        | Love O. Léger                             |
| 10 mai 1950        | 12 mai 1910        | Marcel Colon (a. i.)                      |
| 12 mai 1950        | 19 août 1950       | Joseph Loubeau                            |
| 19 août 1950       | 6 décembre 1950    | William Théard                            |
| 6 décembre 1950    | 5 mai 1951         | Camille Lhérisson                         |
| 5 mai 1951         | 29 février 1952    | Félix Diambois                            |
| 29 février 1952    | 1er avril 1953     | Joseph D. Charles (2e fois)               |
| 1er avril 1953     | 31 juillet 1954    | Pierre L. Liautaud                        |
| 31 juillet 1954    | 6 septembre 1955   | Léon Laleau                               |
| 6 septembre 1955   | 29 août 1956       | Franck Dévieux                            |
| 29 août 1956       | 14 décembre 1956   | Nelaton Camille                           |
| 14 décembre 1956   | 9 février 1957     | Marcel Vaval                              |
| 9 février 1957     | 6 avril 1957       | Christian Laporte                         |
| 6 avril 1957       | 27 mai 1957        | Georges Bretoux                           |
| 27 mai 1957        | 14 juin 1957       | Ernest Alcindor                           |
| 14 juin 1957       | 22 octobre 1957    | Gérard Boyer                              |
| 22 octobre 1957    | 22 avril 1959      | Jean-Baptiste Georges                     |
| 22 avril 1959      | 30 mai 1961        | Hubert Papailler                          |
| 30 mai 1961        | 25 novembre 1968   | Léonce Viaud                              |
| 25 novembre 1968   | 10 octobre 1970    | Frédéric Kébreau                          |
| 10 octobre 1970    | 19 mars 1974       | Edner Brutus                              |
| 19 mars 1974       | 31 mars 1976       | Jean-Montès Lefranc                       |
| 31 mars 1976       | 20 avril 1979      | Raoul Pierre-Louis                        |
| 20 avril 1979      | 12 juillet 1982    | Joseph C. Bernard                         |
| 12 juillet 1982    | 24 février 1984    | Franck Saint-Victor                       |
| 24 février 1984    | 12 septembre 1985  | Gérard Dorcély                            |
| 12 septembre 1985  | 5 novembre 1985    | Emmanuel Fils-Aimé                        |
| 5 novembre         | 30 décembre 1985   | Théodore Achille                          |
| 30 décembre 1985   | 7 février 1986     | Pierre Montès                             |
| 7 février 1986     | 5 janvier 1987     | Rosny Desroches                           |
| 5 janvier 1987     | 12 février 1988    | Patrice Dalencourt                        |
| 12 février 1988    | 20 juin 1988       | Emmanuel Fils-Aimé (2e fois)              |
| 20 juin 1988       | 18 septembre 1988  | Cécilio Dorcé                             |
| 18 septembre 1988  | 18 décembre 1989   | Rémy Zamor                                |
| 18 décembre 1989   | 16 mars 1990       | Serge Petit-Frère                         |
| 16 mars 1990       | 24 août 1990       | Charles Tardieu                           |
| 24 août 1990       | 19 février 1991    | Chavannes Douyon                          |
| 19 février 1991    | 30 septembre 1991  | Leslie Voltaire                           |
| 15 octobre 1991    | 19 juin 1992       | Joseph Désir                              |
| 19 juin 1992       | 1er septembre 1993 | Max Carré                                 |
| 1er septembre 1993 | 16 mai 1994        | Victor Benoit                             |
| 16 mai 1994        | 8 novembre 1994    | Charles P. Romain                         |
| 8 novembre 1994    | 7 novembre 1995    | Emmanuel Buteau                           |
| 7 novembre 1995    | 6 mars 1996        | Myrtho Célestin Saurel                    |
| 6 mars 1996        | 24 mars 1999       | Jacques-Edouard Alexis                    |
| 24 mars 1999       | 2 mars 2001        | Paul Antoine Bien-Aimé                    |
| 2 mars 2001        | 14 mars 2002       | Georges Mérisier                          |
| mars 2002          | 2 décembre 2002    | Myrtho Célestin Saurel (2e fois)          |
| 2 décembre 2002    | janvier 2004       | Marie-Carmelle P. Austin                  |
| janvier 2004       | 17 mars 2004       | Camille Gouin                             |
| 17 mars 2004       | 9 juin 2006        | Pierre Buteau                             |
| 9 juin 2006        | 6 septembre 2008   | Gabriel Bien-Aimé                         |
| 6 septembre 2008   | 19 novembre 2011   | Joel Desrosiers Jean-Pierre               |
| 19 novembre 2011   | 6 août 2012        | Réginald Paul                             |
| 6 août 2012        | 2 avril 2014       | Vanneur Pierre                            |
| 2 avril 2014       | 23 mars 2016       | Nesmy Manigat                             |
| 23 mars 2016       | 13 mars 2017       | Jean Beauvoir Dorsonne                    |
| 13 mars 2017       | 20 juillet 2021    | Pierre Josué Agénor Cadet                 |
| 20 juillet 2021    | 24 novembre 2022   | Marie Lucie Joseph                        |
| 24 novembre 2022   | 11 juin 2024       | Nesmy Manigat                             |
| 11 juin 2024       | en fonction        | Antoine Augustin                          |